# The Gravedancers
The Gravedancers (Profanación en Hispanoamérica y Profanadores de tumbas en España) es una película de terror estadounidense dirigida por Mike Mendez y protagonizada por Dominic Purcell, Josie Maran, Clare Kramer, Tchéky Karyo y Marcus Thomas.
En el 2006, fue escogida como una de las 8 mejores películas de terror independiente y proyectada al público ese mismo año en el festival de cine de terror (After Dark Horrorfest)

## Sinopsis
Un asaltante invisible ataca a una mujer joven no identificada que está sola en una habitación y la cuelga. Mientras ella muere, deja caer un sobre negro adornado.
Un año después, sus tres antiguos amigos de la universidad, Sid (Marcus Thomas), Kira (Josie Maran), y Harris (Dominic Purcell) salen a beber después de un funeral. Se introducen en el cementerio de la Vista de la Media Luna donde le dicen adiós a sus últimos difuntos. Continuando con su jolgorio terminan totalmente ebrios. Sid encuentra un sobre negro escondido detrás de una guirnalda de flores en la tumba. Contiene un poema instando a los presentes a contentarse y a bailar sobre las tumbas. En su estado de embriaguez, los tres consideran que esto es como si estuvieran celebrando el aniversario de su vida y se ponen a bailar.
Después de esto, ocurren cosas misteriosas. Harris y su esposa, Allison (Clare Kramer) son atemorizados por visiones y sonidos extraños. A continuación, una fuerza demoníaca ataca a Kira. Ella ha sido mordida y asaltada sexualmente, y su casa está saqueada. Sid es acechado por incendios inesperados. Alistan a un par de investigadores paranormales, Vincent Cochet (Tchéky Karyo) y Frances Culpepper (Megahn Perry), quienes determinan que los tres amigos sin querer invocaron una poderosa maldición al  bailar sobre las tumbas. Ahora tres espíritus caprichosos están persiguiéndolos: un asesino con hacha apasionado, un niño pirómano, y un asesino y violador en serie, quienes los matarán en la próxima luna llena. 
Al acercarse la luna llena, regresan al cementerio, donde desentierran los restos de sus verdugos, con la esperanza de volver a enterrarlos y poner a la maldición a descansar. No todas las partes críticas son puestas bajo tierra sin embargo, y en la última noche, los tres amigos experimentaron nuevos ataques, más potentes y furiosos que cualquiera anteriormente. El grupo es atrapado junto con los investigadores de los espíritus malignos. Un fantasma llega a la casa y quema a Sid, quien desesperadamente pedía ayuda; y Kira es asesinada y su cuerpo poseído por el asesino del hacha que persigue a Harris. 
Bajo presión, Culpepper admite que arruinó el plan de enterrar los cuerpos al ocultar los cráneos de los cádeveres, con el objetivo de reunir  pruebas contundentes de la actividad fantasmal. Harris se lleva el cráneo del asesino y trata de regresarlo al cuerpo para romper la maldición. Luego, ayuda a a escapar a través de una ventana del ático. 
La fuerza espiritual de la casa toma la forma de una cabeza demoníaca. Atravesando las paredes y saliendo de la casa, la cabeza persigue al vehículo donde huyen los personajes. Apenas eludiendo la cabeza, Alisson y Harris le regresan el cráneo a su cadáver, y empiezan a desaparecer los espíritus furiosos. Más tarde, y al final, Allison y Harris caminan por el cementerio después del funeral de sus amigos. Al salir, el jardinero coloca cuidadosamente un sobre negro adornado una de las tumbas.

## Producción

### Filmación
La producción de la película empezó a grabarse el 8 de junio de 2005 y concluyó el 12 de julio de 2005. La segunda parte se filmó el 15 de junio y el final los días 1° y 3 de julio del mismo año. Ésta dicha película ya se ha dejado de grabar para ser sustituida por la producción de la adaptación cinematográfica de Tom Tykwer, El perfume: Historia de un asesino basada en la novela de Patrick Süskind.

## Lanzamiento
The Gravedancers fue lanzada el 3 de noviembre de 2005 directamente en DVD. En 2006 fue proyectada en el festival de cine de After Dark Horrorfest, y más tarde en el 2007 la compañía Lions Gate Entertainment compró los derechos y se encargó de distribuirla en formato DVD.

## Fechas de estreno a nivel mundial
- Estados Unidos 	(3 de noviembre de 2005) American Film Market.
- Canadá 	 (15 de julio de 2006) Fantasia Film Festival.
- Estados Unidos 	(18 de noviembre de 2006) After Dark Horrorfest.
- Estados Unidos 	(27 de marzo de 2007) Estreno en DVD.
- Alemania 	 (15 de octubre de 2007) Estreno en DVD.
- Japón 	 (24 de octubre de 2007) Estreno en DVD.
- Finlandia 	 (9 de mayo de 2008) 	Estreno en DVD.
- Filipinas 	 (27 de agosto de 2008) Estreno en DVD.
- Reino Unido 	 (22 de septiembre de 2008) Estreno en DVD.

## Emisión
| País   | Emisora | Título      | Observación              | Horario | Estreno            |
| ------ | ------- | ----------- | ------------------------ | ------- | ------------------ |
| México | Pánico  | Profanación | En español (subtitulada) | 22h     | 2 de marzo de 2012 |

## Recepción de la crítica
La película fue bien recibida por la crítica pese a ser un film de bajo presupuesto. En el sitio de Internet Rotten Tomatoes obtuvo 100% con 6 críticas positivas, de un total de 6. En el sitio IMDb posee hasta el momento una calificación de 5.7/10, y en 2006 fue escogida como una de las mejores películas de terror independiente en el festival de After Dark Horrorfest.